# اوسامو شینوهارا
اوسامو شینوهارا (ژاپنی: 篠原 統؛ زادهٔ ۲۶ اکتبر ۱۹۷۱) یک بازیکن فوتبال اهل ژاپن است.
از باشگاه‌هایی که در آن بازی کرده‌است می‌توان به باشگاه فوتبال توکیو وردی اشاره کرد.